# Brooksville (Morgan County, Alabama)
Brooksville ist ein gemeindefreies Gebiet im Morgan County im Bundesstaat Alabama in den Vereinigten Staaten.

## Geographie
Brooksville liegt im Norden Alabamas im Süden der Vereinigten Staaten. Es liegt etwa 6 Kilometer südlich des 1049 Kilometer langen Tennessee River und 7 Kilometer östlich des 142 Quadratkilometer großen Wheeler National Wildlife Refuge.
Nahegelegene Orte sind unter anderem Priceville (umgibt das Gebiet), Somerville (5 km südöstlich), Decatur (5 km westlich), Hartselle (6 km südwestlich) und Huntsville (9 km nördlich).

## Verkehr
Brooksville liegt unmittelbar an der Alabama State Route 67, die 6 Kilometer westlich einen Anschluss an den Interstate 65 und 13 Kilometer westlich an den U.S. Highway 31 herstellt.
Etwa 13 Kilometer nördlich befindet sich der Huntsville International Airport.